# Batalha de Wilson's Creek
A Batalha do Wilson's Creek, também conhecida como Batalha de Oak Hills, ocorreu em 10 de agosto de 1861 nas proximidades da cidade de Springfield, Missouri. Os oponentes foram o Exército da União e a Guarda Estadual do Missouri, no princípio da Guerra Civil Americana. Foi a primeira das grandes batalhas da Guerra Civil a Oeste do Rio Mississippi. 
O general de brigada Nathaniel Lyon acampara com o Exército do Oeste em Springfield, Missouri, quando houve a aproximação do Exército Confederado sob o comando do general de brigada Benjamin McCulloch. Em 9 de agosto, ambos os lados formularam planos para atacar o outro. Por volta das 5h00 horas do dia 10 de agosto, Lyon, com duas colunas comandadas por ele próprio e o coronel Franz Sigel, atacou os Confederados no Wilson's Creek, a cerca de 15 quilômetros de Springfield. A cavalaria rebelde recebeu o primeiro impacto e as tropas recuaram até Bloody Hill. Mas logo as forças confederadas conseguiram estabilizar suas posições.
Os confederados atacaram três vezes as forças da União naquele dia mas não conseguiram romper as linhas defensivas. Lyon foi morto durante a batalha e foi sucedido no comando pelo major Samuel D. Sturgis. Os Confederados então arrasaram com a coluna de Sigel, ao sul de Skegg's Branch. Após o terceiro ataque dos Confederados, que terminou as 11h00 horas, Sturgis viu seus homens exaustos e com a munição no fim e então ordenou a retirada para Springfield. Os Confederados não conseguiram se organizar para a perseguição. A vitória Confederada atraiu simpatizantes dos rebeldes para o Missouri e deu aos Confederados o controle militar do sudoeste daquele estado durante boa parte da guerra.

## Circunstâncias

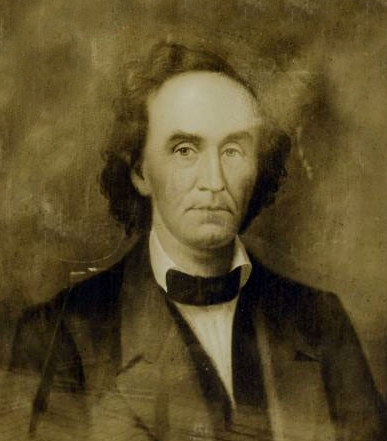
Retrato do governador Claiborne Fox Jackson

Com o começo da Guerra, o Missouri se declarou "neutro armado" e não enviou materiais ou homens para nenhum dos lados. Em 20 de abril de 1861, uma multidão separatista invadiu o Arsenal de Liberty, mantido pela União no estado. Então, a neutralidade sofreu o maior teste em 10 de maio de 1861 com o 'Caso de Camp Jackson'. O governador Claiborne F. Jackson chamou a milícia do estado para vigiar a fronteira de St. Louis em Lindell Grove, pois não queria que o material do arsenal de St. Louis fosse retirado pelos soldados da União e o colocara no agora chamado Camp Jackson. O capitão legalista Nathaniel Lyon chegou com a milícia e cercou o campo com suas tropas e membros da guarda do estado, forçando a milícia de Jackson a se render. Ao marchar pelas ruas de volta ao Arsenal, uma multidão chegou e muitos, furiosos, protestaram. Houve tiroteio e vários mortos civis e também milicianos e soldados. Um dia depois, a Assembleia Geral do Missouri criou a Guarda Estadual do Missouri para defender o estado dos ataques dos invasores, tanto do Norte como do Sul. O governador indicou Sterling Price para ser o general.
Temendo que o Missouri se aliasse ao Sul, William S. Harney, o comandante federal no Missouri, elaborou o documento conhecido por Price-Harney Truce em 12 de maio de 1861, no qual era reafirmada a neutralidade do Missouri no conflito. O governador Jackson declarou apoiar a União. Contudo, Harney foi substituído por Lyon (promovido a general) e Abraham Lincoln requisitou oficialmente tropas do Missouri para compor o serviço federal. Jackson não concordou. Em 12 de junho de 1861, Lyon e Jackson se encontraram em St. Louis tentando resolver o impasse e não chegaram a um acordo. 
Lyon então reagiu e rapidamente tomou a capital e expulsou Jackson e Price. O agora chamado "governo do exílio", atravessou o Missouri e organizou a luta armada na Batalha de Boonville em 17 de junho de 1861, seguida da Batalha de Carthage em 5 de julho de 1861. Com a crise, os delegados eleitos para a Convenção Constitucional do Missouri (1861-63) e que haviam optado pela neutralidade em fevereiro, se reuniram novamente e decidiram reconsiderar e apoiar a União. Em 27 de julho a convenção declarou o governo vago e escolheu Hamilton Rowan Gamble como governador provisório.
Em 13 de julho de 1861, as tropas de Lyon acamparam na cidade de Springfield. Eram cerca de 6 000 homens. As forças eram compostas dos Primeiro, Segundo, Terceiro e Quinto Batalhões de Infantaria do Missouri, o Primeiro Batalhão de Infantaria de Iowa e os Primeiro e Segundo Batalhões de Kansas, várias companhias de infantaria e cavalaria do exército regular e três baterias de artilharia.
No fim de julho de 1861, a Guarda Estadual do Missouri acampou a 120 quilômetros de Springfield e foi reforçada pelas forças do general de brigada Confederado Benjamin McCulloch e a milícia do estado do Arkansas sob o comando do general de brigada N. Bart Pearce, totalizando-se cerca de 12 000 homens. Foram feitos planos para atacar Springfield mas o general Lyon saiu da cidade em 1 de agosto numa tentativa de surpreender as forças do Sudeste. As tropas adiantadas atacaram Dug Springs em 2 de agosto e conseguiram a vitória, mas Lyon percebeu a desvantagem numérica e voltou para Springfield. McCulloch, agora no comando do exército do Missouri, viu que era a sua chance. Em 6 de agosto suas forças já estavam acampadas no Wilson's Creek, a 16 quilometros do sudoeste da cidade.
Em minoria, Lyon planejou ir para o noroeste em Rolla (Missouri), para se rearmar e reabastecer, mas temia ser atacado de surpresa. O coronel da União Franz Sigel, segundo-em- comando de Lyon, propôs então uma estratégia agressiva para atacar McCullough com um movimento de pinça. Ele deveria liderar 1 200 nos flancos enquanto o corpo principal comandado por Lyon atacaria ao norte. Lyon aprovou e a União marchou para fora de Springfield uma vez mais na noite de 9 de agosto de 1861, deixando cerca de 1 000 homens para proteger os suprimentos e cobrir a retaguarda. O sucesso da estratégia da União dependia do elemento-surpresa. McCulloch também planejara um ataque-surpresa à cidade, mas uma chuva cancelou seus planos.
De acordo com o Censo Americano de 1860, no Condado de Christian (Missouri) havia uma população total de 5 491 com 229 escravos; e no Condado de Greene, 13 186 com 1 668 escravos.

## Batalha
Às 5h00 horas da manhã, com a primeira luz do dia de 10 de agosto, as forças da União atacaram. Os rebeldes foram pegos de surpresa. As forças de Lyon entraram no campo inimigo e tomaram o ponto mais alto conhecido como "Bloody Hill." Foi quando a artilharia Pulaski do Arkansas deteve o avanço, com o apoio da infantaria de Price que correu para organizar as linhas rebeldes na colina.
O plano de Sigel de início foi bem-sucedido: ele flanqueou a cavalaria do Missouri mas foi detido quando as forças de McCulloch contra-atacaram. Não havia ainda uniformes e bandeiras específicas para a guerra e por isso os homens de McCulloch usavam roupas parecidas com as de Sigel. Os soldados da União acreditaram que estavam próximos das linhas de McCulloch e que iriam se unificar e não perceberam que as tropas dos inimigos chegaram antes até ser tarde demais. O flanco foi devastado pelo contra-ataque e Sigel e seus homens fugiram pelo campo.
Com a perda do flanco de Sigel, a batalha ficou a favor dos rebeldes. Lyon, que levou dois tiros, se tornou o primeiro general da União a ser morto na guerra; ele foi atingido no coração em Bloody Hill, por volta das 9h30 da manhã. O major Samuel D. Sturgis assumiu o comando do Exército da União. Nesse momento a União mantinha ainda as posições defensivas no topo da colina. Às 11h00, as forças da União foram repelidas por três cargas dos Confederados. Sem munição e com os homens exaustos, Sturgis retirou-se ante o risco de um quarto ataque dos Confederados.

## Depois da batalha
As baixas foram equivalentes em ambos os lados: 1 317 da União e 1 230 dos Confederados. Mas no campo a vitória foi confederada, com as tropas da União recuando até Rolla. Com a vitória, a Guarda de Missouri de Price começou a invadir o nordeste do Missouri culminando com a Primeira Batalha de Lexington em 20 de setembro de 1861.
Em 30 de Outubro de 1861, os missourianos comandados por Price e Jackson se juntariam oficialmente à causa dos Confederados em Neosho (Missouri). Jackson foi nomeado o governador da Confederação para o Missouri. Contudo, o novo governo nunca alcançou a maioria da população e o estado permaneceria com a União durante a guerra. Quando o pouco controle de Price e Jackson foi perdido na Batalha de Fredericktown em 21 de outubro e na Primeira Batalha de Springfield em 25 de outubro de 1861, o governo foi forçado a deixar o estado. 
Apesar das vitórias de Price, ele nunca recebeu apoio popular para garantir o domínio dos territórios. Depois de 1861, ele se tornou um general Confederado e liderou tropas em batalhas no Arkansas e Mississippi. Ele continuou as escaramuças até ser derrotado em 1864, quando retornou para o Missouri. O estado então estava tomado pelas ações de guerrilha dos bushwhacker, dos "Salteadores de Quantrill" e dos homens de Bill Sanguinário Anderson.